# Camera di Luigi XV

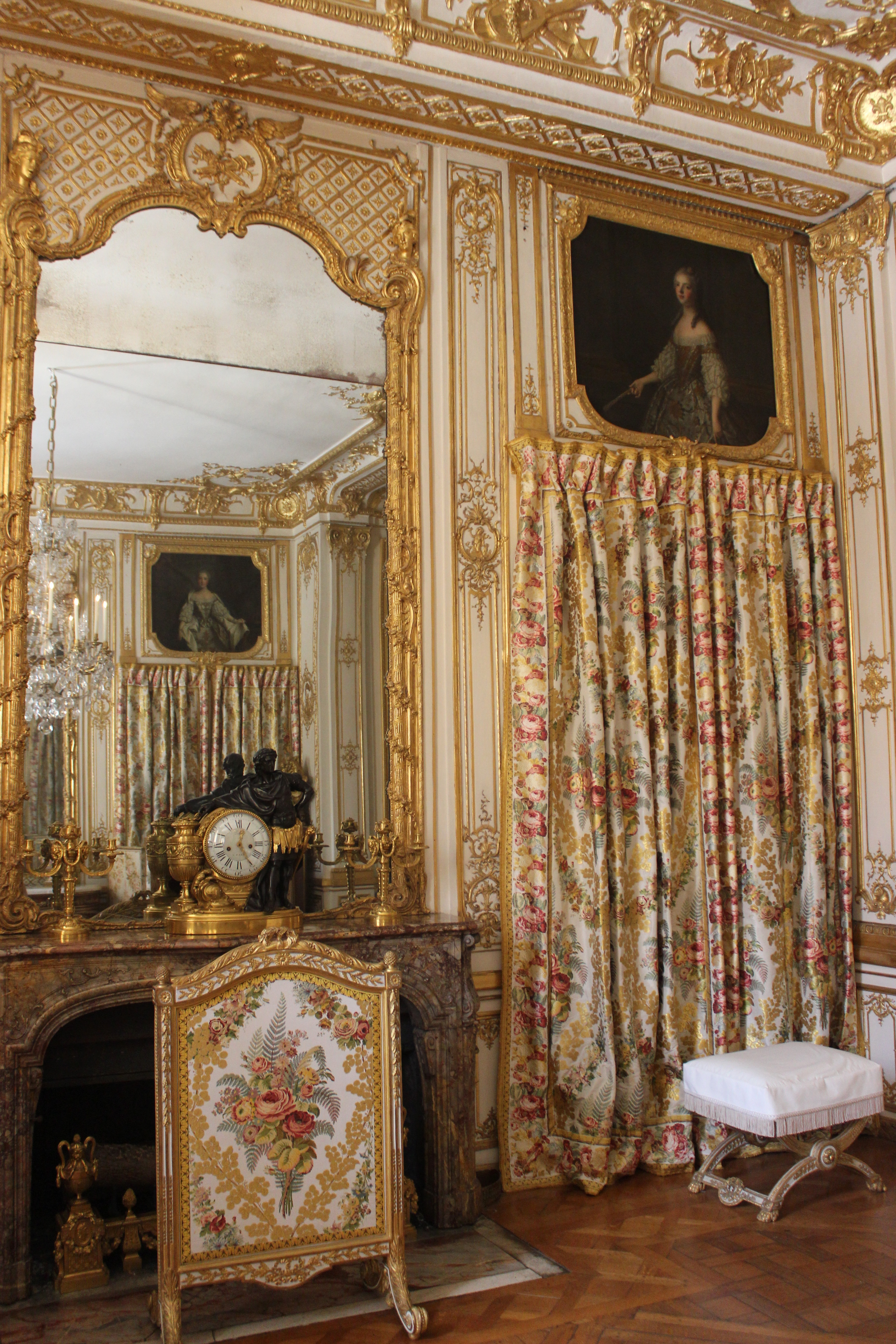
Veduta del camino nella camera da letto di Luigi XV

La Camera di Luigi XV è una stanza che fa parte del petit appartement du roi presso la Reggia di Versailles. Essa era una camera da letto e si trova ad ovest rispetto al Cabinet du Conseil ea est rispetto al Cabinet de la Pendule.

## Storia
Nel 1735 Luigi XV richiese la creazione di una nuova camera da letto, più confortevole e più facile da riscaldare rispetto a quella di Luigi XIV. Questa fu una delle prime sistemazioni del giovane re al castello. Essa fu costruita sul sito del primo soggiorno dell'appartamento dei collezionisti di Luigi XIV. Situata accanto al Cabinet du Conseil, permetteva a Luigi XV di dormirvi senza essere troppo lontano dalla grande camera da letto, nella quale si svolgevano ancora le cerimonie dell'alzarsi e dell'andare a letto. Il re morì in questa stanza il 10 maggio 1774, affetto da vaiolo. Nel 1788, Luigi XVI lo dotò di un nuovo armadio decorato con boiseries dei fratelli Rousseau che rappresentano gli strumenti dell'Illuminismo. L'accesso a questa nuova stanza avviene tramite una porta nascosta, nascosta nella tenda dell'alcova.

### Comò di Luigi XV
Il pezzo originariamente presentava un sontuoso cassettone realizzato da Antoine-Robert Gaudreaux per Luigi XV. Decorato con bronzi realizzati da Jacques Caffieri, è considerato un capolavoro dell'arte rupestre. Consegnato nell'aprile 1739, fu donato, secondo l'uso, al duca d'Aumont alla morte del re nel 1774. In qualità di primo gentiluomo della camera da letto, ereditò tutti i mobili della camera. Ora conservato alla Wallace Collection, il comò tornerà per la prima volta dalla sua partenza alla Reggia di Versailles nell'ambito della mostra “Luigi XV, passioni di un re”, nell'ottobre 2022.

## Arredamento
I lavori in legno furono eseguiti da Jacques Verberckt, comprese le grandi palme e gli stemmi reali che decorano l'alcova. Sopra la porta sono collocati diversi ritratti di donne dell'entourage di Luigi XV: le sue figlie, Mesdames Adelaide e Enrichetta, e sua nuora, Maria Giuseppina di Sassonia. Il paravento e le sedie pieghevoli che arredano la stanza provengono dalla camera da letto di Luigi XVI a Compiègne. Ai lati della posizione del letto, ci sono due sedili che fanno parte di un set ordinato per il re Gustavo III ed eseguito da Jean-Baptiste II Tillard. Sul camino c'è un orologio appartenuto al fratello di Luigi XVI, il conte d'Artois. Durante la Rivoluzione, tutti i mobili e le decorazioni andarono dispersi. Ma negli anni '90, gli arazzi all'ingrosso delle torri dei mobili estivi di Luigi XVI furono ritessuti e restituiti. La restituzione del letto alla duchessa di Luigi XVI è ancora in corso oggi.
Dopo il lascito del comò Gaudreaux alla morte di Luigi XV, Luigi XVI ordinò un nuovo mobile all'ebanista Jean-Henri Riesener. Non soddisfatto di quest'ultimo, lo fece rapidamente trasferire nel Cabinet intérieur du Roi. Ordinò a Riesner un altro mobile, di grande bellezza e complessità. Ha adornato il pezzo fino alla Rivoluzione francese. Fu poi venduto nel 1794 con il resto dei mobili della camera e passò nelle mani del duca d'Aumale, che lo collocò nel suo castello di Chantilly. Appare lì ancora oggi. Per volontà di quest'ultimo, gli è impossibile tornare alla Reggia di Versailles. Il cassettone cosiddetto "a colomba" della camera da letto di Luigi XVI a Compiègne sostituisce quindi il mobile vero e proprio. Su quest'ultimo sono presentati due vasi medicei appartenuti a quest'ultimo e che erano posti sul camino est della camera da letto del re.